# 吳三樂 (江西)
吳三樂，江西人，明朝政治人物。选贡出身。
万历二十八年，擔任廣東廣州府永安縣知縣（現紫金縣知縣）。后由沈中虛接任。